# 直果狼牙棒
直果狼牙棒（学名：Pachypodium ambongense），又名安博棒錘樹、安博象鼻，屬於夾竹桃科下的棒錘樹屬，最初是於1924年描述。它們高1-2米，呈樽形。在馬達加斯加西部中生代石灰岩上的落葉林內生長。在造園中很少會見到它們。

## 常態
安博棒錘樹高1-2米，呈亞球狀，兩側扁平。它們的直徑介乎10-40厘米。整體像樽形。樹皮呈灰綠色，表面光滑。短枝就在花序之下，直徑長7-18厘米。小枝長18-40毫米及闊5-6毫米，由成對的直刺針所覆蓋，刺針長2-10厘米及闊0.5-3厘米。初長的軟毛很稀疏。

## 葉子
安博棒錘樹的葉子集中在小枝的頂端。葉柄長2-10毫米。葉身呈深綠色，中脈頂呈淡綠色，底呈淡綠色至淡灰色。枯葉像紙張。葉子有兩種形狀：
1. 卵圓形－基部闊及圓，逐漸向末端變得尖細；
2. 倒卵形－扁平而像卵圓形，但末端較窄。

葉子長度為闊度的1.9-3.4倍，一般長3.5-9厘米及闊1.5-3厘米。末端較頓或圓，呈楔形，基部沿柄向下生長。它們有軟毛，中脈及二級脈在底部很明顯。葉子上一共有23-32條二級脈，都是成對的，基部直而末端彎曲，與葉脈及中脈形成45-85°的角度。三級脈成網狀，被軟毛所覆蓋。

## 花序
安博棒錘樹的花序是無柄的。花朵密集成長6-8厘米及闊3-5厘米，花序有1-8支花。花序的主軸呈深綠色，長0-5毫米及闊2-4毫米。花序有稀疏的軟毛或無毛。單支花朵的花柄呈綠色，長4-10毫米，也是有稀疏的軟毛或無毛的。花序的苞片呈卵圓形，長2毫米及闊1毫米，逐漸收窄成尖端，外面有軟毛而內側無毛。

### 花朵
安博棒錘樹花朵的萼片呈淡綠色，基部約0.2毫米是合生的，呈卵圓形。萼片過了成熟期也不會脫落。它們長1.5-2毫米，闊3-4毫米。萼片末端收窄，且有硬毛。萼片外面一般都有稀疏的軟毛或是無毛的，內側差不多完全無毛。

### 花冠
安博棒錘樹的花冠呈白色，在外的花冠筒呈淡綠黃色，在內的花冠喉呈黃綠色。花冠長4.3-6厘米，呈闊卵形。花冠頂長17-23毫米及闊4-10毫米，末端較頓或圓，外側無毛，內側在近花柄處有稀疏的軟毛。花萼的長度是裂片的1.4-1.8倍，長3.7-4.2厘米。花冠筒的基部是窄的圓柱體，上基部呈壺狀，在花冠喉收窄，開口只有3-4毫米闊。裂片呈卵形，長21-30毫米及闊11-15毫米。

### 花蕊
雄蕊端位於花冠口下6毫米處，長2.5厘米，頂部長6毫米。花藥呈三角形，近基部處有軟毛。
雌蕊長2.7厘米，子房長2毫米、闊1.3毫米及高1.2毫米，受粉部份長5毫米。它們無毛，花盤呈壺狀，高2.5毫米。雌蕊有5個心皮，完全覆蓋子房。花柱無毛，位於子房及雄蕊之間，長22.7毫米。每個心皮有約50個胚珠。

### 果實
安博棒錘樹的果實由两个各含有一粒种子的心皮，或是成熟时裂成两半的心皮组成。干燥的心皮外部是深褐色，心皮为纺锤状，两段尖。心皮长约15厘米，宽约1厘米。種子的種皮很薄，只有0.5毫米厚。

## 生長地

### 分佈
安博棒錘樹是馬達加斯加的特有種。它們生長在西部的低地落葉林。

### 生態
安博棒錘樹在中生代嚴重侵蝕的石灰岩上生長，因石縫間填滿了腐殖質。由此可知它們只需要鹼性的土壤環境就可生長。另外，它們也只適合在海拔100米以下的地方生長。
安博棒錘樹所生長的環境一般也長有飛龍、西番蓮科、蘆薈、白粉滕屬、大戟屬、穗百合屬、鬼金棒（Pachypodium rutenbergianum）、露兜、艷桐草屬及沙葫蘆屬。

## 種植
安博棒錘樹須在有石灰碎石的泥炭中種植。於春天至秋天，溫度須保持在18-38℃；冬天晚上則要保持在15℃，日間在20℃。在乾旱季節，只須在土壤完全乾涸後才澆小量的水。乾旱季節後，它們需要大量的水份來開花。